# Ritzensee
Der Ritzensee ist ein künstlich angelegter See in Saalfelden im österreichischen Land Salzburg.

## Geschichte
Eine Moorlandschaft und saure Wiesen prägten ursprünglich dieses Gelände. Im Winter diente die saure Wiese südöstlich vom Schloss Ritzen als Auslauf der Skispringer der Kühbichlschanze. 1953 fertigte der Saalfeldner Künstler Oswald Putzer eine Aquarellzeichnung mit dem Titel "Der Traum vom Ritzensee" an, die die Skizze eines möglichen Sees darstellte. Ein Jahr darauf wurde ein Damm errichtet, der das Wasser der moorigen Wiesen aufstaute. Der künstlich angelegte See erfreute sich großer Beliebtheit bei der Saalfeldner Bevölkerung und entwickelte sich rasch zu einer Alternative zum 1933 errichteten Schwimmbad.
Ab 1957/58 wickelte der Sportklub die 100-Meter-Schwimmprüfung für das Leistungsabzeichen ab, außerdem wurden Volksläufe veranstaltet, die ihren Start- und Zielpunkt am Ritzenseegelände hatten.
1957 und 1958 wurden am Ritzensee einige Szenen für zwei Filme gedreht, "Der Wilderer vom Silberwald" und "Das Vaterland".
1988 wurde der See gänzlich entleert, um das Fassungsvermögen zu erweitern. Dabei wurde zusätzlich ein sogenannter Mönch eingebaut, ein regulierbares Ablaufbauwerk zur Regulierung des Wasserpegels, um zukünftige Entleerungen zu vereinfachen.

Den Namen bekam dieser See vom Schloss Ritzen, einem der vier Schlösser Saalfeldens, welches heute noch an seinem Ufer steht. Das Schloss wiederum wurde nach Heimeram von Ritz benannt, der es 1603 erwarb. Bis zu diesem Zeitpunkt hieß es Schloss Grub.

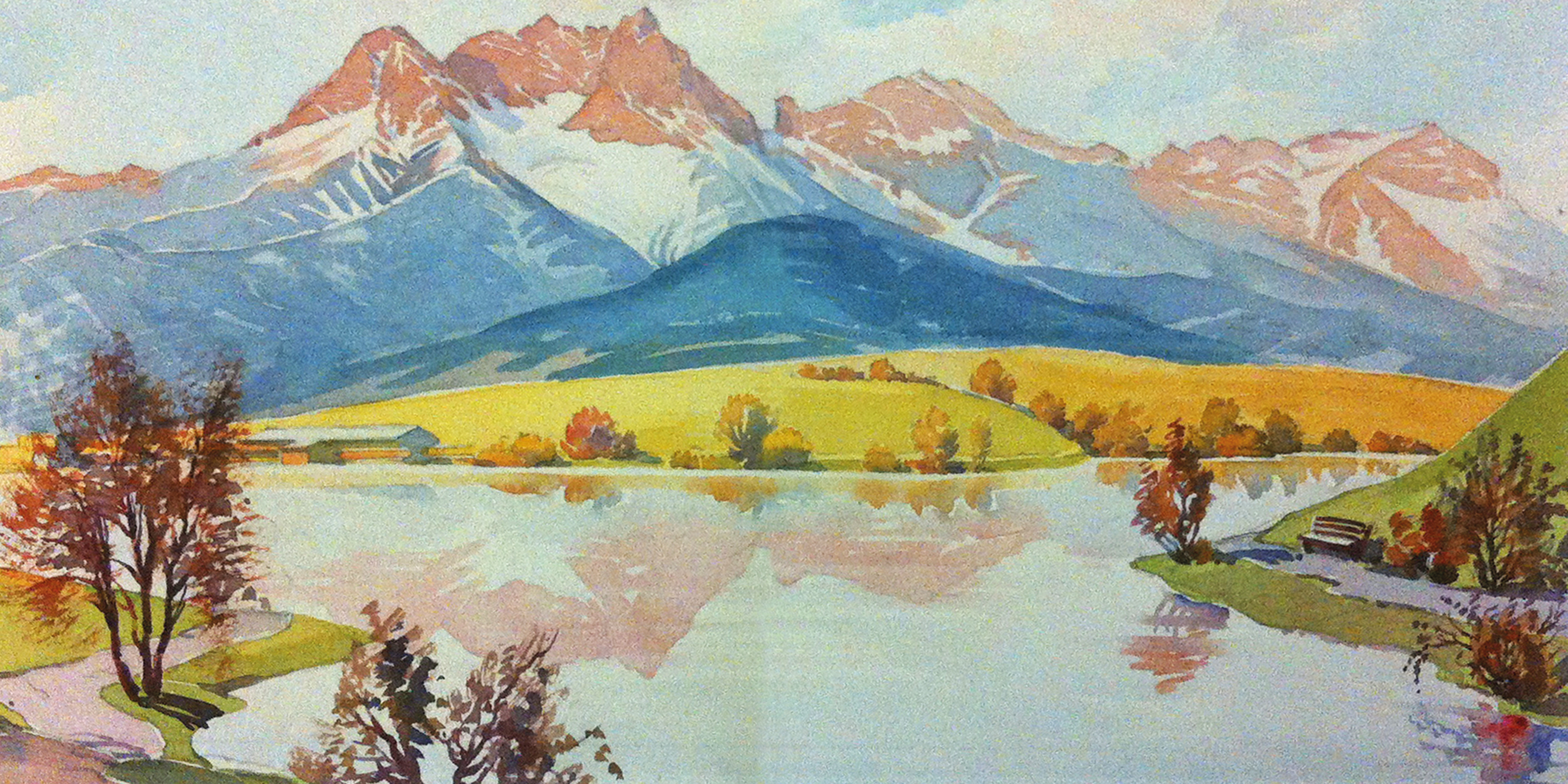
"Der Traum vom Ritzensee", Oswald Putzer, 1953

## Speisung und Wassergüte
Durch seine geringe Tiefe erwärmt sich das Wasser in den Sommermonaten sehr rasch und erreicht Temperaturen bis 27 °C. Daher wurde der Ritzensee zu einem sehr beliebten Badesee.
Gespeist wird dieser maximal vier Meter tiefe Moorsee durch einige wenige Bodenquellen und zwei nicht sehr ergiebige, kleine Bäche. Als in den Jahren 1979/80 das Rehabilitationszentrum der Pensionsversicherungsanstalt der Arbeiter (heute: Sonderkrankenanstalt der Pensionsversicherung) errichtet wurde, wurden bei den Aushubarbeiten artesische Brunnen angeschlagen, und man befürchtete, dass sich dadurch der Grundwasserspiegel und damit auch der Wasserstand und die Wasserqualität des Ritzensees dramatisch verschlechtern könnten. Aus diesem Grund wurden Teile dieser Quellen gefasst und werden auch heute noch über eine Rohrleitung dem Ritzensee zugespeist. Diese Wassereinleitung stellt heute die wesentliche Frischwasserzufuhr dieses Bade- und Fischsees dar.
Da dieser See aus einem Moor entstanden ist, wachsen immer wieder Inseln hervor. Diese bestehen aus aufgeschwemmtem Moor, das durch Gase an die Oberfläche tritt. Seit Anfang der 1990er Jahre wurde bereits mehrmals versucht, mit großem materiellem Aufwand dieser Inselbildungen Herr zu werden – mit eher bescheidenen Erfolgen.

## Funktion als Badesee
Der Ritzensee ist das Naherholungsgebiet der Saalfeldner Bevölkerung. Mehrere Spazierwege führen mehr oder weniger nahe um den See.

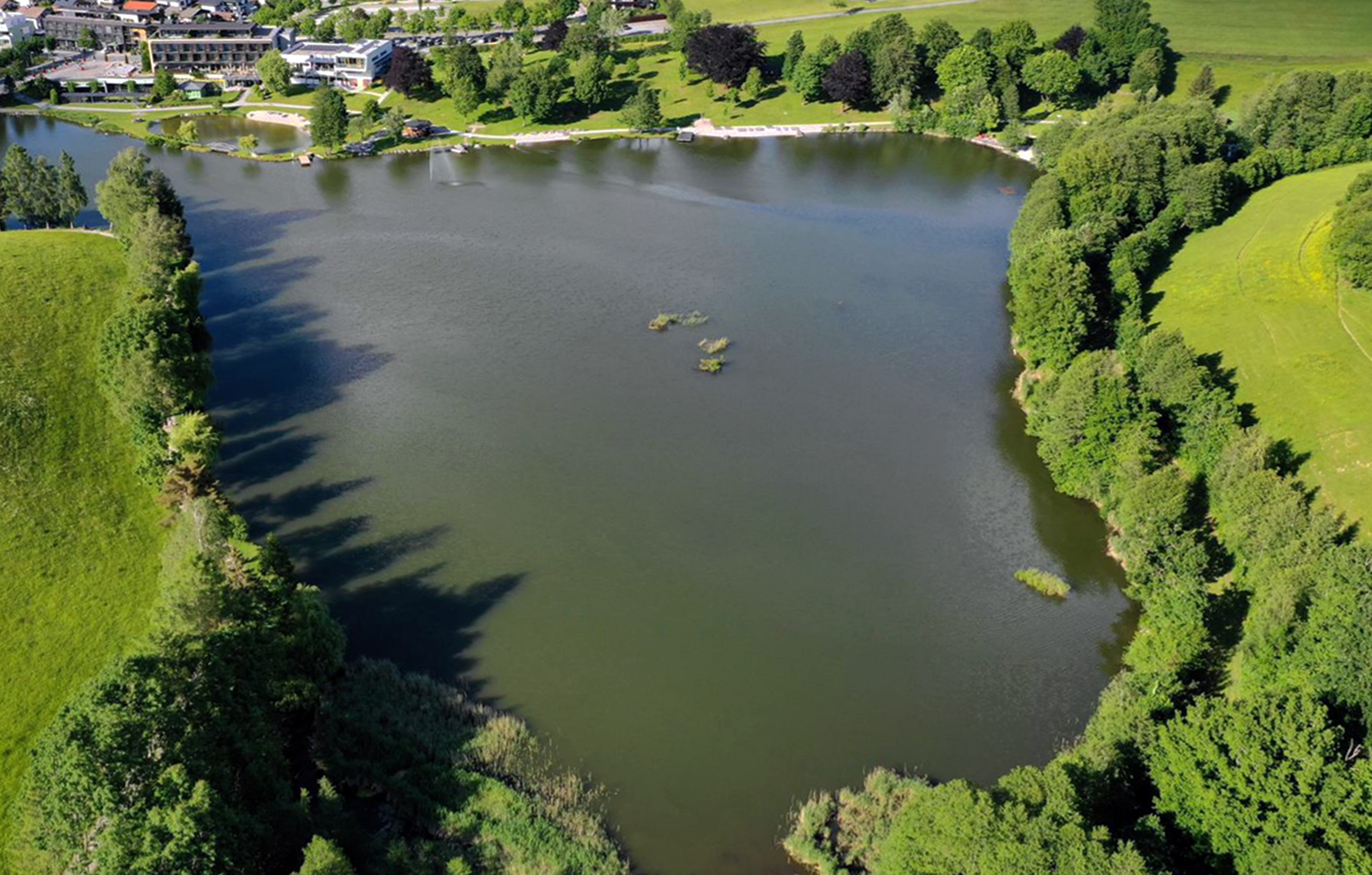
Luftaufnahme vom Ritzensee